# Esti Ginzburg
Esti Ginzburg (en hebreo אסתי גינזבורג; también escrito como Ginsberg o Ginsborg, Tel Aviv, 6 de marzo de 1990) es una modelo y actriz israelí.
Comenzó su carrera a los 8 años con anuncios de lácteos, y a los 14 firmó un contrato con la agencia de modelos Elite Models. En el 2006 firmó un acuerdo con la firma israelí Fox, sustituyendo a la que fue durante cuatro años modelo de portada Yael Bar Zohar, y llegando a ser portada de febrero-marzo de 2007 de la edición francesa de ELLE. Ha posado también para marcas como Tommy Hilfiger, Burberry, FCUK, Pull and Bear y Castro, apareciendo asimismo en la edición de bañadores de Sports Illustrated de 2009. Como actriz, Ginzburg hará su debut en el filme Twelve,  de Joel Schumacher, en 2010.
Ginzburg reside actualmente en Tel Aviv. El 22 de julio de 2009 fue convocada para cumplir el servicio militar obligatorio en el ejército israelí, y a principios de octubre de ese año, mientras hablaba en favor del reclutamiento, originó destacados titulares al criticar a su compañera, la también modelo e israelí Bar Refaeli, por eludir el servicio militar mediante un falso matrimonio con un amigo de la familia. Al unirse al ejército, Ginzburg declaró: "El servicio militar es parte de las cosas en las que personalmente creo".   
Tuvo un papel como Sara Ludlow en Twelve (película) junto a Chace Crawford en el 2010.